# Женщины в Йемене
Женщины в Йемене исторически находились в невыгодном положении из-за своего пола в условиях крайне патриархального общества. Хотя правительство Йемена предприняло усилия, направленные на улучшение прав женщин в Йемене (включая формирование Стратегии развития женщин и Стратегии развития женского здоровья), многие культурные и религиозные нормы, а также плохое соблюдение этого законодательства со стороны правительства Йемена, не позволили йеменским женщинам иметь равные права с мужчинами.
С 2007 года Йемен занимает последнее место по индексу гендерного развития. Если в 2014 году это было 142 место из 142 стран, то в 2023—164 из 164.
Йеменские женщины получили избирательное право в 1967 году, а конституционная и правовая защита была распространена на женщин в первые годы единства Йемена (1990—1994 годы). 
Некоторые женщины доисламского и раннего исламского Йемена имели элитный статус в обществе (царица Савская — источник гордости йеменского народа, королева Арва). Однако современные женщины Йемена бесправны вследствие аграрных, племенных и патриархальных традиций, неграмотности и экономических проблем в стране с глубоко укоренившимся гендерным неравенством.
Гражданская война в Йемене (с 2014 года) особенно негативно повлияла на жизнь йеменских женщин и молодых девушек: женщины и девочки оказались уязвимыми перед физическим и психологическим насилием и эксплуатацией.

## Права женщин в Народно-Демократической Республике Йемен (Южный Йемен: 1967—1990 гг.)

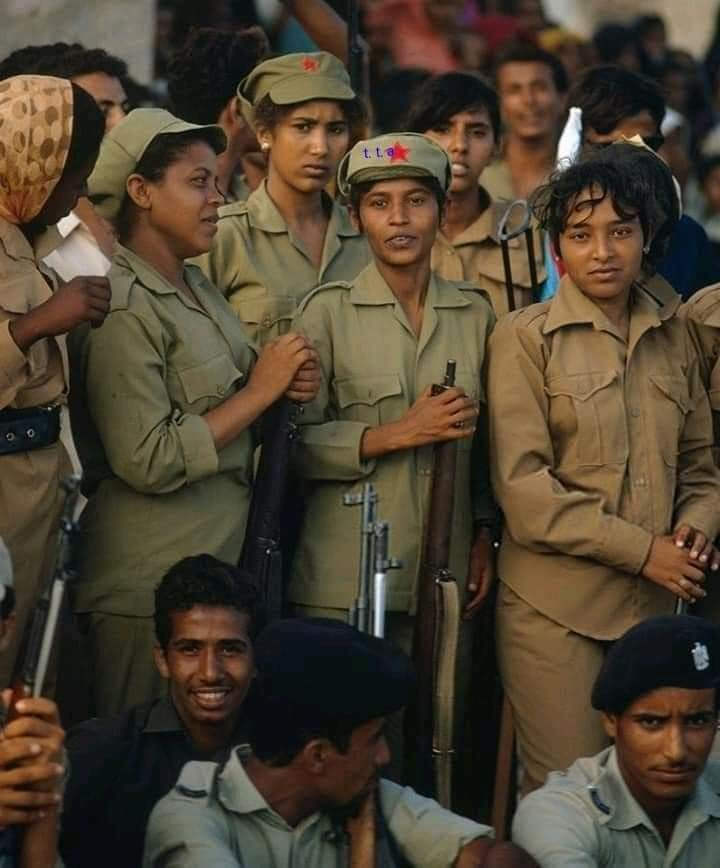
Южнойеменские студентки в военной униформе НДРЙ с оружием.

Британские колониальные войска покинули Йемен в ноябре 1967 года.
Йеменский революционный Фронт национального освобождения (НФО), создавший марксистское правительство, признал повсеместную гендерную дискриминацию серьёзным препятствием для прогрессивного развития общества.
Конституция НДРЮ 1970 года гарантировала:
- максимально широкое участие йеменских женщин в экономической, социальной и политической жизни страны
- повышению образовательных, культурных, профессиональных возможностей йеменских женщин
- утверждение и защиту конституционных прав женщин на основе равенства с мужчинами.

Женщинам также было предоставлено право голоса сразу после обретения независимости от Великобритании в 1967 году. Однако на практике представительство женщин в правительстве НДРЮ было мало.
Тем не менее, эти события представляют собой значительный шаг вперед для женщин, проживающих в Южном Йемене. Например, Закон о семье 1974 года определяет брак как «контракт между мужчиной и женщиной, равных в правах и обязанностях, заключенный на основе взаимопонимания и уважения». Хелен Лакнер отмечает, что "наряду с Семейным кодексом Туниса этот закон является наиболее прогрессивным по сравнению с любым арабском государством.
Кроме того, НДРЮ попыталась мобилизовать женщин в сельских районах посредством создания Всеобщего союза йеменских женщин, который отвечал за защиту и продвижение интересов женщин
Женский союз проводил курсы грамотности и профессиональной подготовки, подавал обществу пример того, что женщин можно и «нужно поощрять к полному и равноправному участию в жизни общества».

## Дискриминация

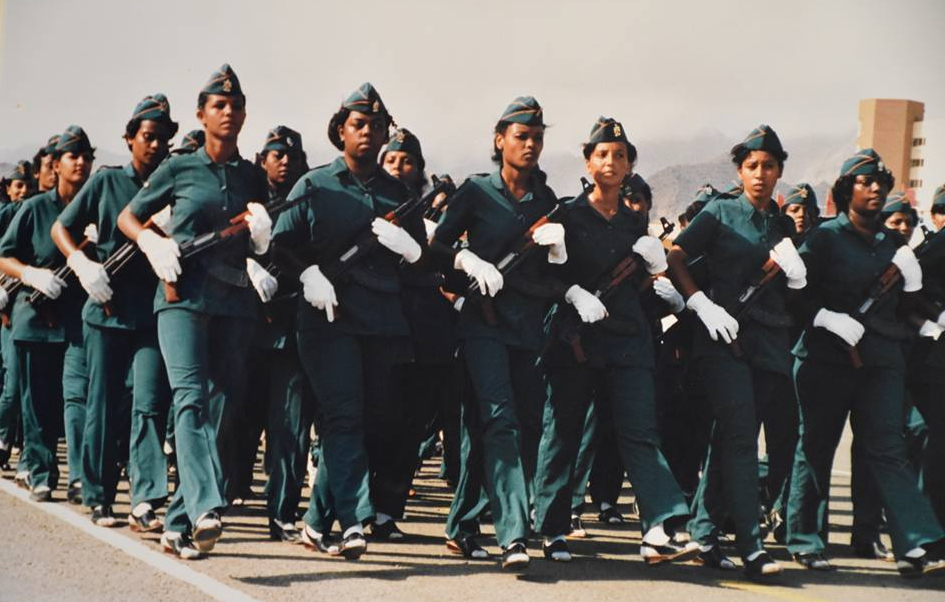
Женщины на военном параде в НДРЙ (1980-е годы).

Несмотря на статьи 40 и 41 объединительной конституции Йемена 1990 года о равенстве прав всех граждан перед законом, правовая гендерная дискриминация широко распространена в Йемене.
Статья 31 Конституции, основанная на шариате, — противоречит статье 40 о гендерных правах женщин.
Многие йеменские женщины-активистки пропагандируют ложную идею о том, что шариат можно интерпретировать как дальнейшее вовлечение женщин в социальную, политическую, экономическую и культурную жизнь страны.
Семейные права йеменских женщин ограничены:
- Женщина не имеет права вступать в брак по собственному желанию, так как ей необходимо одобрение и согласие мужчины-опекуна[10], при этом йеменскому мужчине разрешено иметь до четырёх жен, пока у него есть финансовые возможности.
- замужество за нейеменцем запрещено без одобрения как семьи, так и государства
- Закон о гражданстве 1990 года ограничивает женщин в передаче своего гражданства своим детям
- права на развод женщин не равны правам на развод мужчин
- в суде женщина считается лишь половиной человека

Гражданство для детей женщины
Женщины в Йемене не могут передать своё гражданство своим детям. Исключения из закона, позволяющие детям получить гражданство матери по достижении ими 19 лет:
- женщина развелась со своим мужем
- муж оказался невменяемым
- муж умер.

С другой стороны, детям йеменских мужчин, состоящих в браке с иностранками, обеспечивается йеменское гражданство.
Развод
Йеменские мужчины —имеют право развестись со своими женами в любое время без объяснения причин.
Женщина — должна пройти судебный процесс, в котором они обосновывают причину аннулирования брачного контракта.
В случае развода дети могут быть изъяты из-под опеки матери, а отец не сталкивается с такими рисками потери своих детей. Женщина также не имеет права отказывать отцу в праве на посещение детей, тогда как отец имеет на это право в соответствии со статьей 145 Закона о личном статусе.
Показания в суде
«Показания двух женщин» приравниваются к «показаниям одного мужчины». Кроме того, женщинам запрещено давать показания в случаях прелюбодеяния, клеветы, кражи или содомии в соответствии со статьей 45 (21) Закона о доказательствах 1992 года.
Женщины в Йемене также подвергаются насилию из-за институционализации дискриминационных законов. Статья 42 Закона о преступлениях и наказаниях № 12 (1994 г.) предусматривает в два раза меньшую денежную компенсацию за убийство женщины (дия) по сравнению с убийством мужчины тем самым обесценивая жизнь женщины.
Закон о личном статусе (1992)
Йеменский «Закон о личном статусе 1992 года» противоречит Конвенции ООН о ликвидации всех форм дискриминации в отношении женщин:
- женщины обязаны предоставлять сексуальный доступ к своему телу мужа, что фактически допускает изнасилование в браке[12][13]
- минимальный возраст для вступления в брак составлял 15 лет, однако в поправке 1998 года эта формулировка была заменена общими условиями, что в конечном итоге сводилось к легализации брачных договоров для несовершеннолетних[14]
- разрешено домашнее насилие в отношении женщин. Статья 40 в редакции 1998 года предусматривает, что женщина должна быть послушна своему мужу. Женщина не может покидать дом без разрешения мужа[13]
- дискриминация при разводе, касающаяся детей (статья 145)

Закон об уголовном кодексе (1994)
Данный закон повышает уязвимость женщин к насилию.
Статья 232 допускает смягчение приговоров к мужчинам, осужденным за так называемое «убийство чести».
По законам Йемена убийство карается смертной казнью, однако Уголовный кодекс предусматривает максимальное тюремное заключение сроком всего на один год в случае «убийства чести».

## Гендерное насилие
Существует ряд форм насилия, которым подвергаются женщины в Йемене, в том числе: физическое и психологическое насилие со стороны членов семьи, насильственный брак, сексуальные домогательства, принудительная беременность, изнасилование, полигамия, лишение медицинских услуг и калечащие операции на женских половых органах (женское обрезание).
Принудительные браки и женское обрезание считаются частью культуры и традиций и поэтому не рассматриваются в Йемене как форма насилия.
Запретительный Указ министра здравоохранения по поводу женского обрезания привёл к операциям на дому (94 % операций по женскому обрезанию проводятся не сертифицированными врачами на дому).В йеменском обществе отдаётся предпочтение детям мужского пола, а также существует высокая терпимость к агрессивному поведению по отношению к женщинам не только дома, но и в школах, социальных институтах и на рабочих местах.
Национальные и местные средства массовой информации поощряют и усиливают тенденцию к таким дискриминационным действиям и поведению.
Наиболее уязвимы:
- маргинализированные
- бедные
- сельские женщины.

Сельские женщины также вынуждены выполнять большую часть сельскохозяйственных работ. Гражданская война в Йемене привела к росту гендерного насилия.

### Права человека
Продвижение прав женщин является средством обеспечения устойчивого развития общества. Конвенция о ликвидации всех форм дискриминации в отношении женщин 1979 года налагает юридически обязательства по ликвидации дискриминации в отношении женщин и обеспечению равенства между женщинами и мужчинами.
Управление Верховного комиссара Организации Объединённых Наций по правам человека  обвинило Йемен в насилии и сексуальном насилии.

## Политические права женщин
Женщины в Йемене всегда ограниченно участвовали в жизни общества, поскольку мужчины считаются основными лицами, принимающими решения как внутри, так и за пределами домашнего хозяйства. Некоторый прогресс был достигнут в 2011 году, когда женщины требовали участия в политической жизни страны . В 2014 году женщины представляли более четверти участников Конференции национального диалога (НДК). Хотя были достигнуты соглашения о 30 % квоте женщин в политике, женщины-делегатки подвергались публичным угрозам и физическому нападению на улицах. Женские правозащитные организации, в частности «Арабский форум сестер по правам человека», активизировали свои усилия и призвали женщин продолжать участвовать и бороться за свои права. Международное сообщество приветствовало положительные результаты соглашений.
В 2008 году была предпринята неудачная попытка ввести 15%-ую квоту для женщин в парламенте, однако вмешались исламские священнослужители и вожди племен и провели «Совещание по защите добродетели и борьбе с пороком», провозгласив, что место женщины дома. В бывшем национальном парламенте женщины занимали лишь 0,3 % мест.
В 2014 году участие женщин в политической жизни было приостановлено из-за гражданской войны. Амат аль-Алим аль-Асбахи из Таиза, активистка движения за грамотность среди женщин, была убита 25 декабря 2016 года.

## Социальные и культурные права

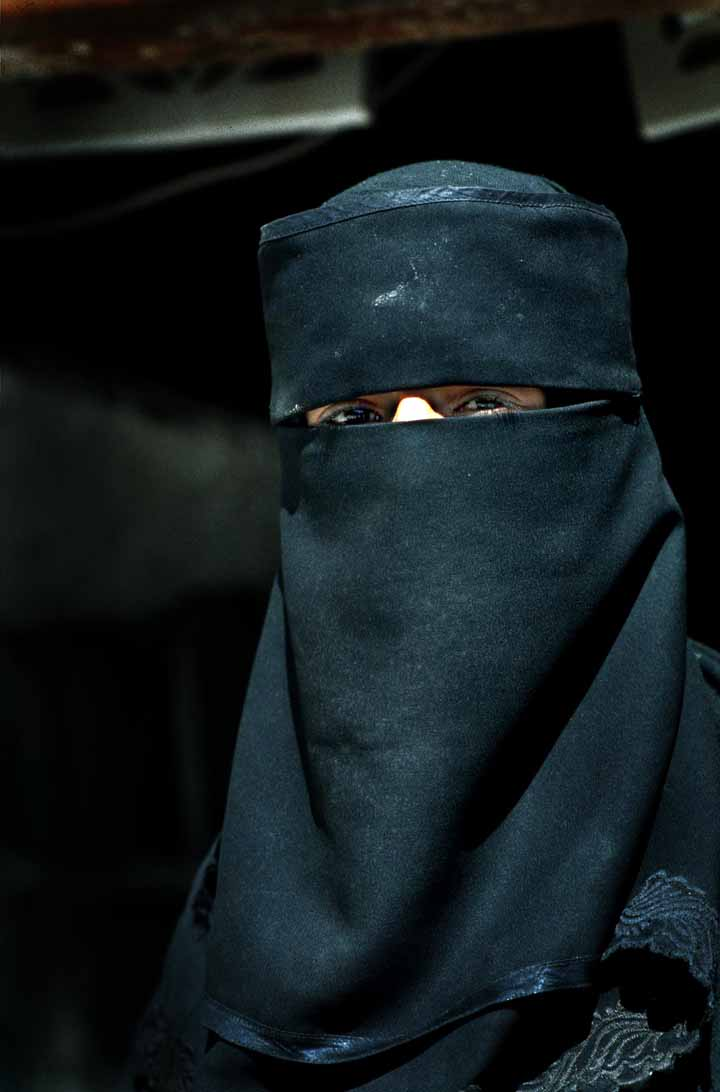
Женщина в никабе в Йемене.

Здоровье и репродуктивные права йеменских женщин также являются серьёзными проблемами для йеменских женщин. Никакое законодательство не защищает их свободу принимать собственные решения по этим вопросам. 
Детские браки являются проблемой Йемена: 52 % йеменских девочек выходят замуж до 18 лет, в том числе 14 % до 15 лет.
Детский брак стал механизмом выживания во время Гражданской войны 2014 года и как способ получения приданого. Распространённая практика принуждения молодых девушек к замужеству была осуждена как изнасилование детей под видом брака. В Йемене существует племенная культура, большинство йеменских девочек выходят замуж до достижения половой зрелости. Предложения по принятию закона, устанавливающего минимальный возраст вступления в брак для женщин в 17 лет, встретил сопротивление консервативных йеменцев, в том числе женщин.

## Права на образование
Статья 54 Конституции Йеменской Республики провозглашает право женщин на образование наравне с мужчинами. На практике йеменские женщины не имеют одинаковых с мужчинами прав на образование.
Вероятность поступления девочек в школу (2013 год) на 50 % ниже, чем у мальчиков, такая же статистика по вероятности завершения базового среднего и высшего образования для девочек. Исследование, проведённое в 2014 году Министерством образования Йемена, показало, что девочки на 17 % чаще бросают школу на уровне начальной школы, а на 23 % чаще, чем мальчики, бросают школу на уровне неполной средней школы. Хьюман Райтс Вотч задокументировала, что принудительные детские браки являются основной причиной того, что девочки бросают школу.
В ходе демографического и медицинского обследования 2013 года было обнаружено, что только 6 % женщин продолжили свое образование после окончания средней школы, в то время как исследование, проведённое ЮНИСЕФ, показало, что в 71 % школ нет учителей-женщин.
В 2003 году только 30 % женского населения Йемена были грамотными. Согласно отчёту по Глобальному гендерному разрыву (2013) 49 % женщин в Йемене грамотны, в отличие от 82 % грамотных мужчин.
В сельской местности уровень образования ниже, чем в городах. Freedom House сообщила, что, хотя в сельской местности в начальную школу ходили 73 % мальчиков, в неё ходили только 30 % девочек.

## Экономические права
Хотя женщины имеют законные права на владение и пользование собственностью, многие женщины в Йемене предоставляют административные права членам своей семьи мужского пола, потому что они не знают законы из-за широко распространённой неграмотности, патриархальных взглядов и незнания женщинами своих экономических прав .
Только рост экономики может создать условия для вовлечения женщин в состав рабочей силы. Экономические проблемы в Йемене усугубляются «ростом безработицы на фоне роста населения».
41,8 % населения Йемена живёт за национальной чертой бедности, многие из них женщины, что объясняется большим разрывом в уровне образования между мужчинами и женщинами и незаконной дискриминацией женщин на рынке труда.
Закон о труде 1995 года запрещает дискриминацию на рабочем месте по признаку пола. На практике этот закон не соблюдается.
Препятствия для трудоустройства женщин:
- низкий уровень образования
- Закон о личном статусе не позволяет женщине выходить из дома без разрешения мужа
- с точки зрения культуры йеменские женщины должны оставаться дома и заботиться о детях

Безработица среди йеменских женщин составила 41 % (среди мужчин—12 %).

## Нобелевская премия
Йеменская активистка за права женщин Тавакуль Карман, основательница и председатель организации «Женщины-журналистки без цепей»— лауреатка Нобелевской премии мира 2011 года. Карман была удостоена премии за «ненасильственную борьбу за безопасность женщин (демонстрации и сидячие забастовки).

## Промышленность
Харбия Аль-Химиари — женщина-инженер, возглавляющая проект ЮНЕСКО по восстановлению культуры и наследия Йемена, в частности объектов всемирного наследия, в разгар гражданской войны в Йемене.